# Vetle Midtmaradalstindene
De Vetle Midtmaradalstindene is een berg behorende bij de gemeente Årdal in de provincie Sogn og Fjordane in Noorwegen. De berg, gelegen in Nationaal park Jotunheimen, heeft een hoogte van 2018 meter.
De Vetle Midtmaradalstindene is onderdeel van het gebergte Hurrungane.